# Diplazium sandwichianum
Diplazium sandwichianum är en majbräkenväxtart som först beskrevs av K.Presl och som fick sitt nu gällande namn av Friedrich Ludwig Diels. 
Diplazium sandwichianum ingår i släktet Diplazium och familjen Athyriaceae. Inga underarter finns listade i Catalogue of Life.

## Bildgalleri

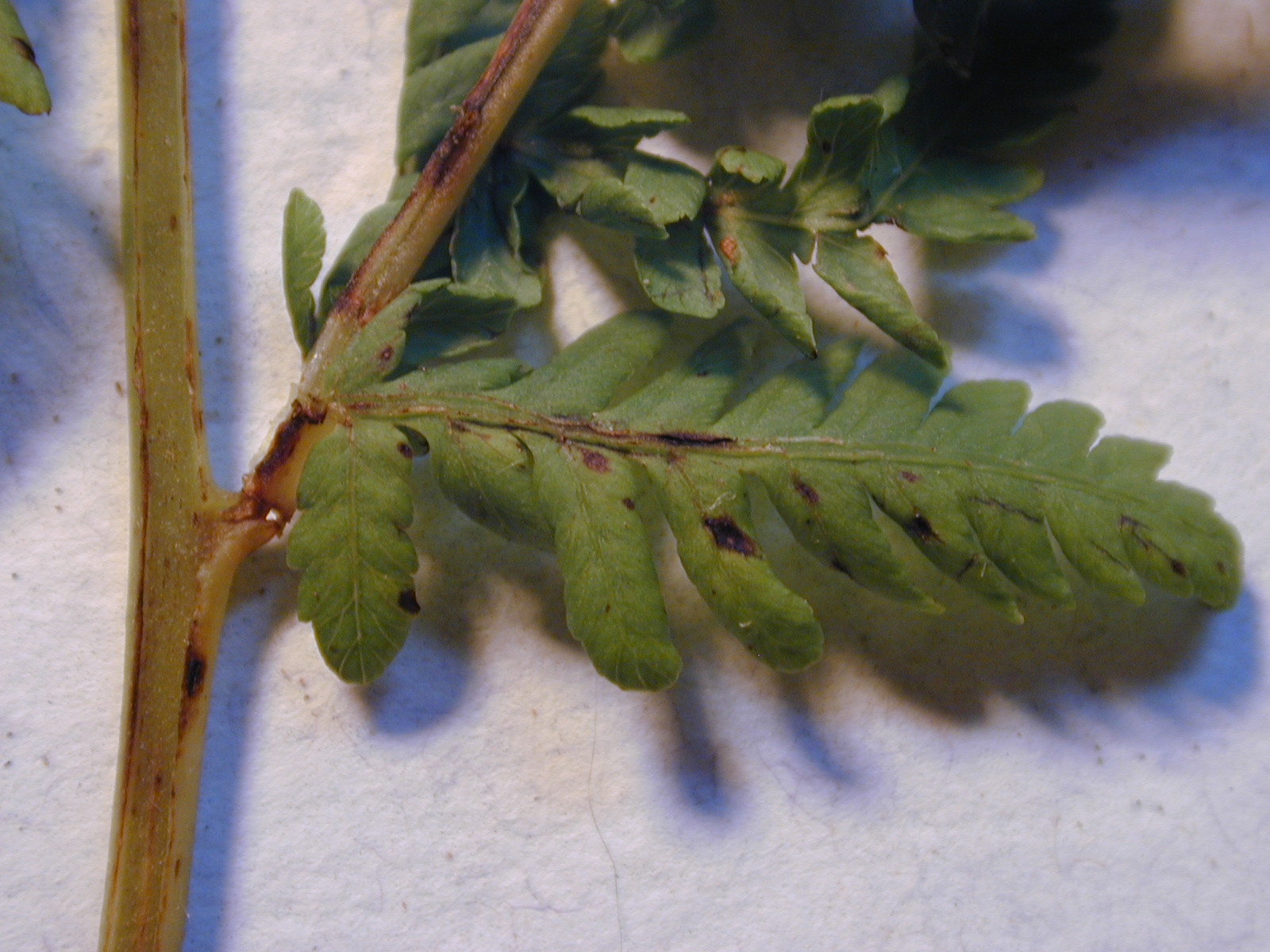
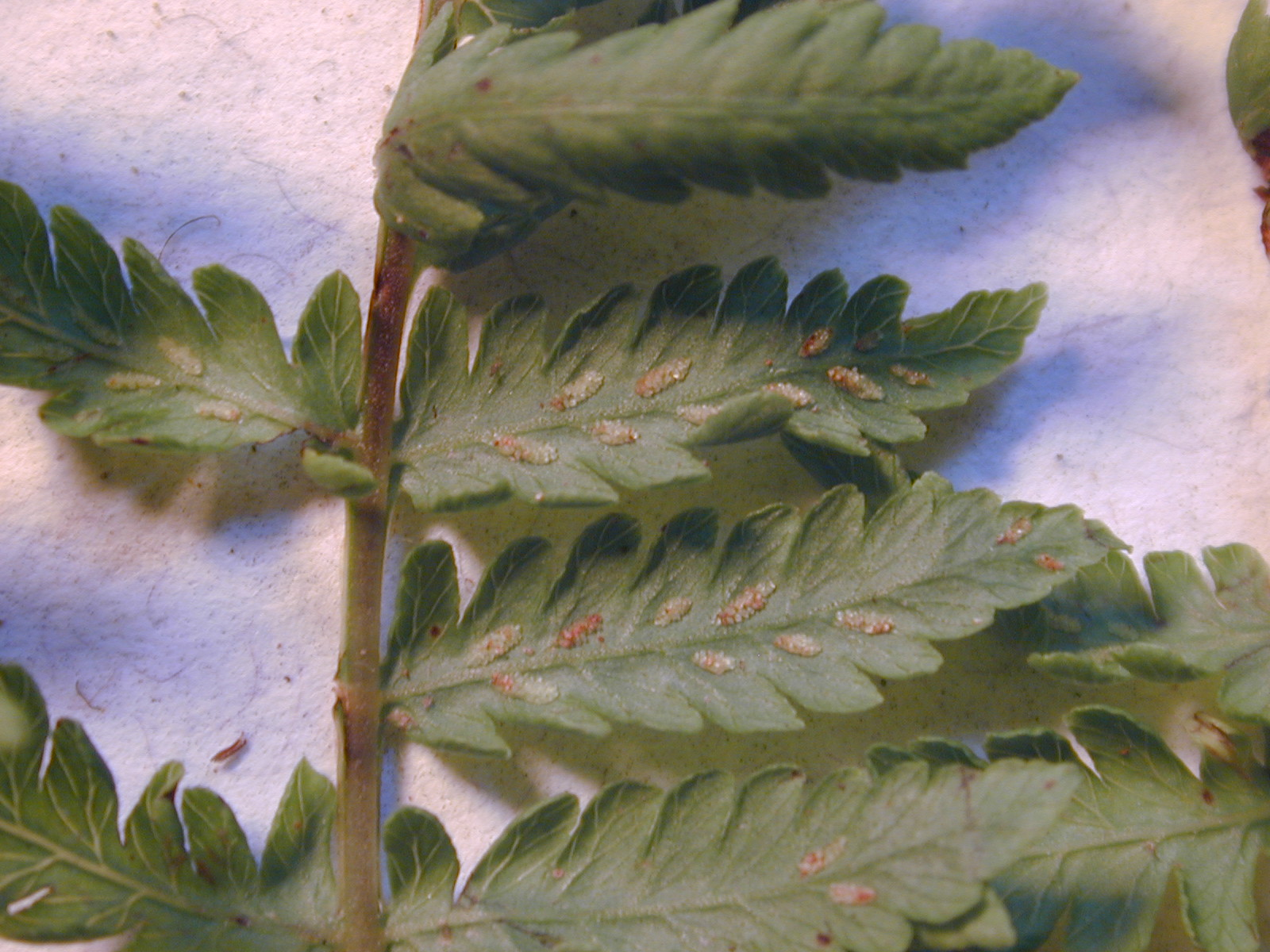
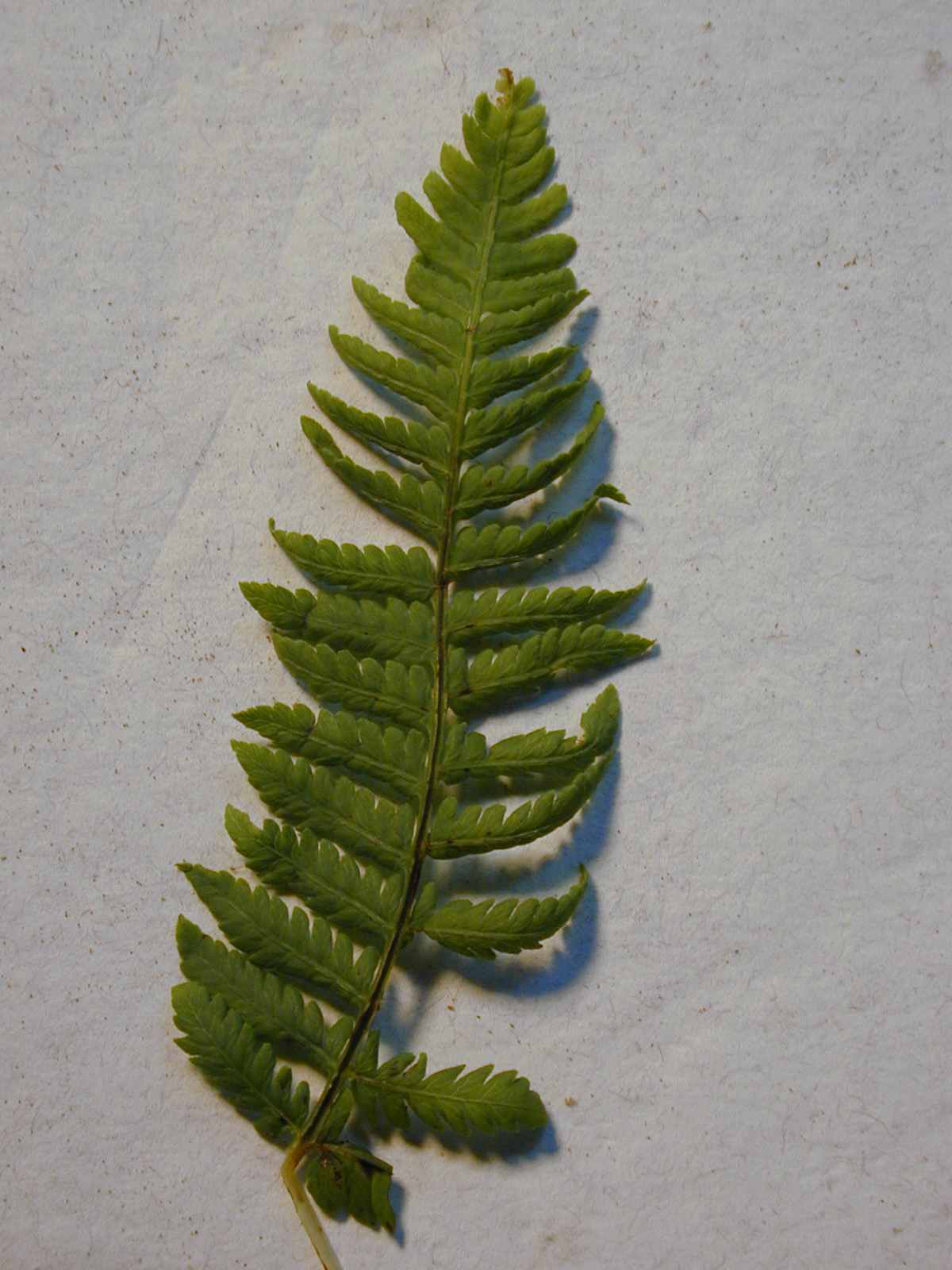
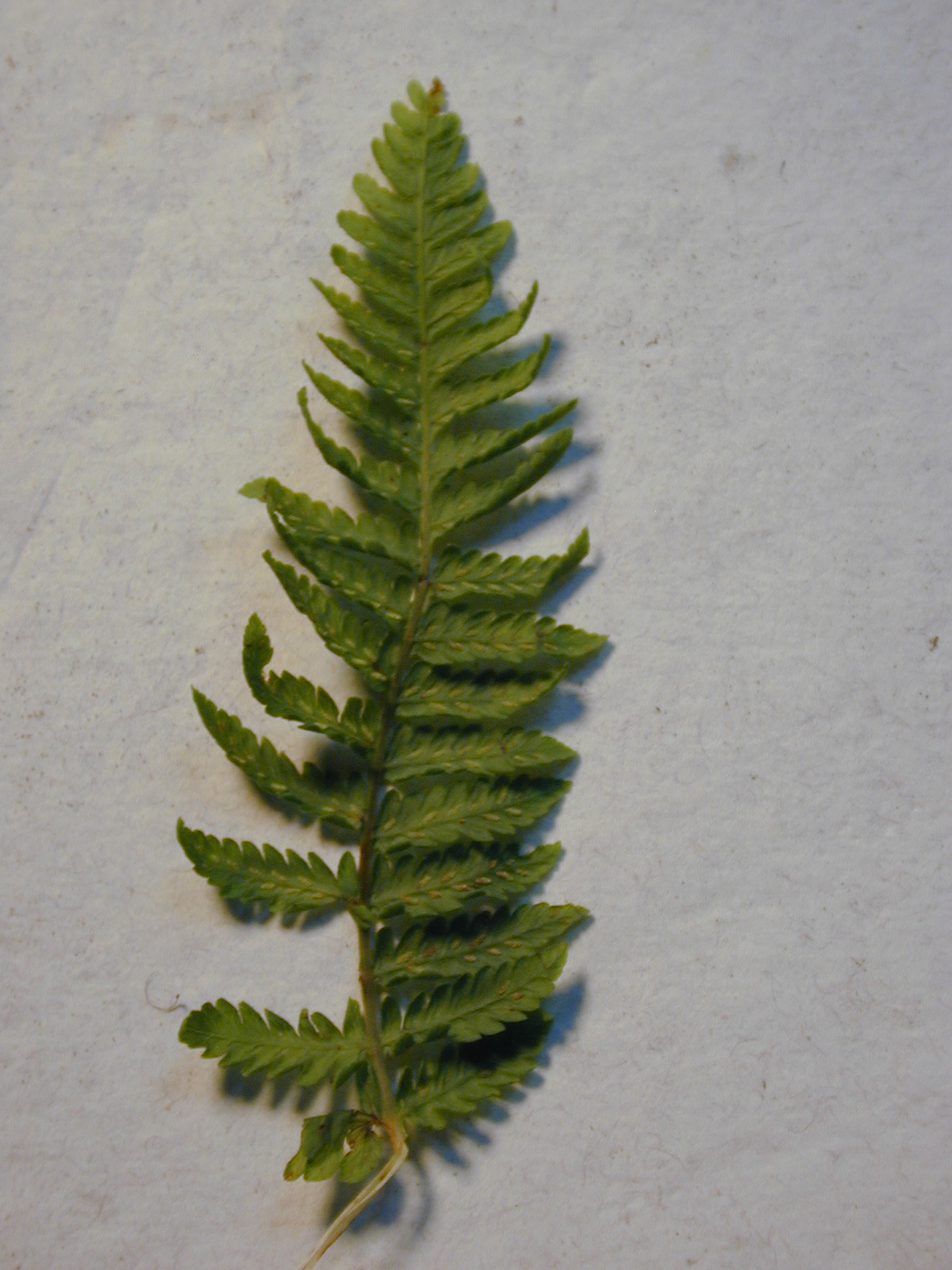
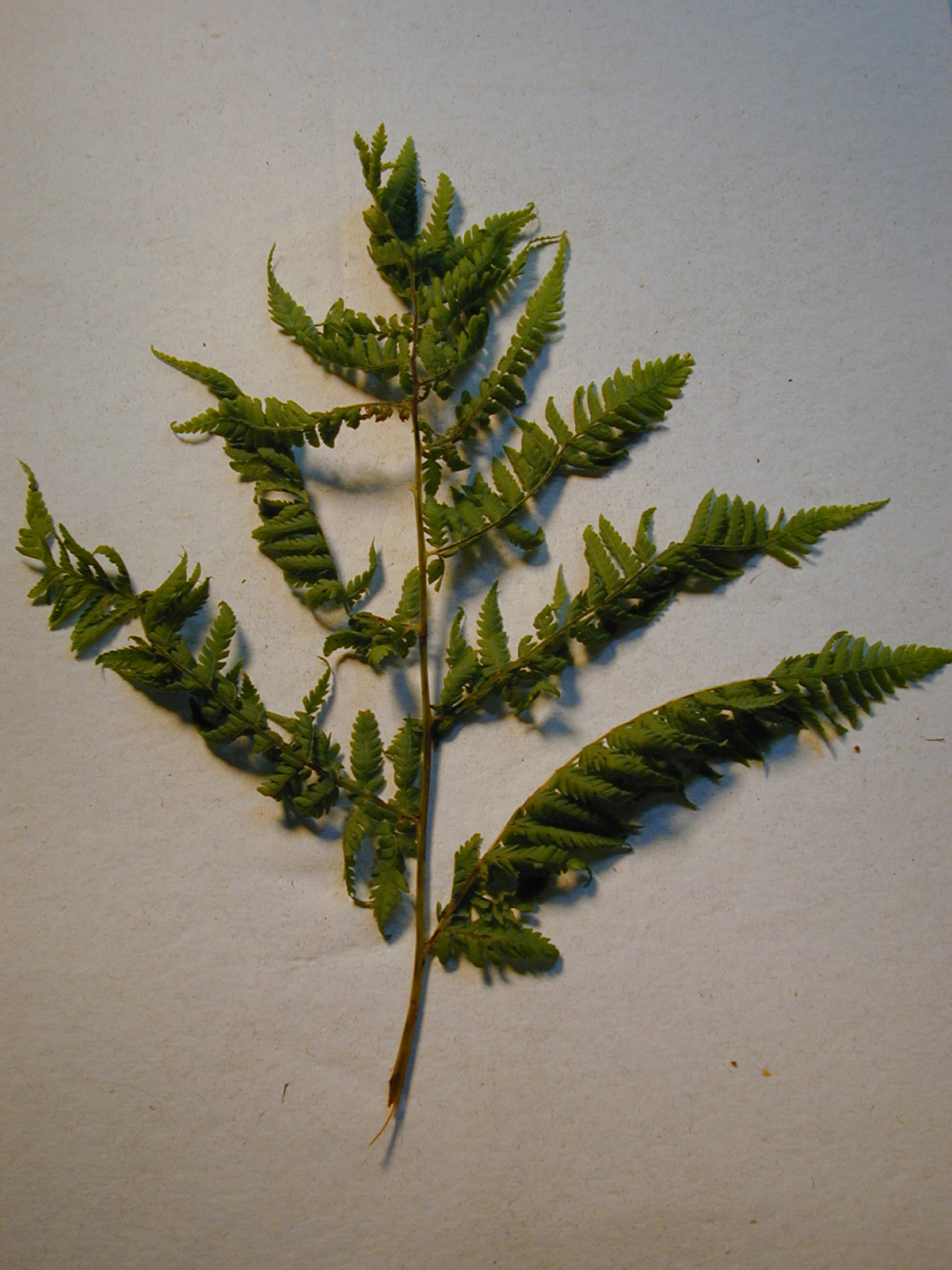
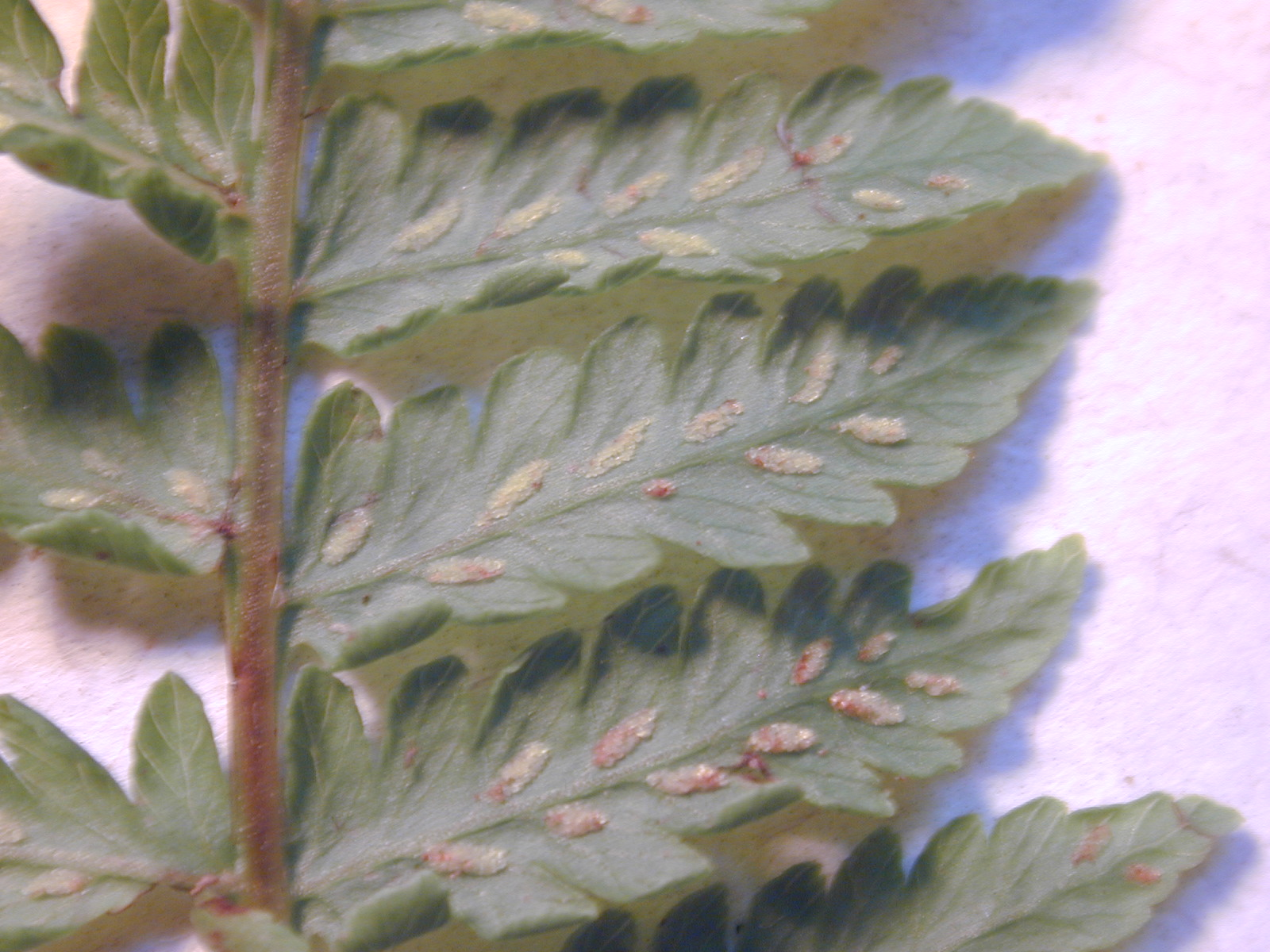